# مسابقات قهرمانی کشتی آسیا ۱۹۸۷
کشتی قهرمانی آسیا ۱۹۸۷ چهارمین دوره از رقابت‌های قهرمانی آسیا می‌باشد که از ۱۳ تا ۱۷ اکتبر ۱۹۸۷ در بمبئی، هند برگزار گردید.

## جدول مدال‌ها
| رتبه           | کشور           | طلا | نقره | برنز | مجموع |
| -------------- | -------------- | --- | ---- | ---- | ----- |
| ۱              | ایران          | ۶   | ۴    | ۵    | ۱۵    |
| ۲              | ژاپن           | ۵   | ۵    | ۴    | ۱۴    |
| ۳              | کرهٔ جنوبی      | ۴   | ۲    | ۴    | ۱۰    |
| ۴              | کرهٔ شمالی      | ۳   | ۱    | ۰    | ۴     |
| ۵              | هند            | ۱   | ۷    | ۳    | ۱۱    |
| ۶              | عراق           | ۱   | ۰    | ۲    | ۳     |
| ۷              | پاکستان        | ۰   | ۱    | ۱    | ۲     |
| مجموع (۷ کشور) | مجموع (۷ کشور) | ۲۰  | ۲۰   | ۱۹   | ۵۹    |

## رده‌بندی تیمی
| رتبه | آزاد مردان | آزاد مردان | فرنگی مردان | فرنگی مردان |
| رتبه | تیم        | امتیازات   | تیم         | امتیازات    |
| ---- | ---------- | ---------- | ----------- | ----------- |
| ۱    | ایران      | ۴۳         | ژاپن        | ۴۲          |
| ۲    | ژاپن       | ۳۸         | ایران       | ۳۹          |
| ۳    | هند        | ۳۶         | هند         | ۳۷          |
| ۴    | کرهٔ شمالی  | ۲۳         | کرهٔ جنوبی   | ۳۳          |
| ۵    | کرهٔ جنوبی  | ۲۲         | عراق        | ۱۶          |

## خلاصه مدال‌ها

### آزاد مردان
| رویداد | طلا                      | نقره                     | برنز                            |
| ۴۸ ک‌گ  | Kim Sun-chol · کرهٔ شمالی | راجش کومار · هند         | Lee Sang-ho · کرهٔ جنوبی         |
| ۵۲ ک‌گ  | Bong Hong-il · کرهٔ شمالی | Isao Okiyama · ژاپن      | یعقوب نجفی · ایران              |
| ۵۷ ک‌گ  | Gwon O-young · کرهٔ شمالی | Muhammad Azeem · پاکستان | محمد ذوالفقاری · ایران          |
| ۶۲ ک‌گ  | تاکومی آداچی · ژاپن      | Ko Young-ho · کرهٔ جنوبی  | حمید غفوریان · ایران            |
| ۶۸ ک‌گ  | Yoshihiko Hara · ژاپن    | Satyawan · هند           | Kim Soo-hwan · کرهٔ جنوبی        |
| ۷۴ ک‌گ  | آیت واگذاری · ایران      | Raj Kumar · هند          | Yoon Kyung-jae · کرهٔ جنوبی      |
| ۸۲ ک‌گ  | محمدحسین محبی · ایران    | Atsushi Ito · ژاپن       | Mohammed Abdul-Sattar · عراق    |
| ۹۰ ک‌گ  | محمدحسن محبی · ایران     | Yoshitaka Arimoto · ژاپن | Abdul Majeed Maruwala · پاکستان |
| ۱۰۰ ک‌گ | Subhash Verma · هند      | Hong Chol-ho · کرهٔ شمالی | مهدی محبی · ایران               |
| ۱۳۰ ک‌گ | علیرضا سلیمانی · ایران   | Gurmukh Singh · هند      | Hidenori Nara · ژاپن            |

### فرنگی مردان
| رویداد | طلا                       | نقره                    | برنز                    |
| ۴۸ ک‌گ  | Goun Duk-yong · کرهٔ جنوبی | محسن طاهری · ایران      | Yasuichi Ebina · ژاپن   |
| ۵۲ ک‌گ  | احد پازاج · ایران         | Ashok Kumar · هند       | Lee Sang-ho · کرهٔ جنوبی |
| ۵۷ ک‌گ  | Isao Kawamoto · ژاپن      | Kim Jin-won · کرهٔ جنوبی | Ghazi Faisal · عراق     |
| ۶۲ ک‌گ  | Kim Seong-min · کرهٔ جنوبی | Taizo Deguchi · ژاپن    | Gian Singh · هند        |
| ۶۸ ک‌گ  | Lee Sam-sung · کرهٔ جنوبی  | حمید رحیمی · ایران      | Yasushi Miyake · ژاپن   |
| ۷۴ ک‌گ  | Hiromichi Ito · ژاپن      | موسی طباطبایی · ایران   | Dinesh Kumar · هند      |
| ۸۲ ک‌گ  | Kim Sang-kyu · کرهٔ جنوبی  | Nozomi Kobayashi · ژاپن | ناصر خلیلی · ایران      |
| ۹۰ ک‌گ  | Toru Higashide · ژاپن     | حسن بابک · ایران        | Bhim Singh · هند        |
| ۱۰۰ ک‌گ | محمد نادری · ایران        | Malkhan Singh · هند     | Masahiko Fukube · ژاپن  |
| ۱۳۰ ک‌گ | Farhan Jassim · عراق      | Ram Asre · هند          | برنده نداشت             |